# Johova
Johova (szerbül: Јохова), falu Bosznia-Hercegovinában, Bosanska krajina területén, Kozarska Dubica községben, a Szerb Köztársaságban. 

## Fekvése
Bosznia-Hercegovina északi részén, Banja Lukától légvonalban 60, közúton 88 km-re északnyugatra, községközpontjától légvonalban 8, közúton 10 km-re nyugatra, 103 – 250 méteres tengerszint feletti magasságban, az Una jobb partján és az Una völgyétől délre elterülő Potkozarjei dombvidéken fekszik. Két fő része: Mala és Velika Johova.

## Népessége
| Nemzetiségi csoport | Népesség 1991 | Népesség 2013 |
| ------------------- | ------------- | ------------- |
| Szerb               | 164           | 99            |
| Bosnyák             | 0             | 0             |
| Horvát              | 0             | 0             |
| Jugoszláv           | 3             | 1             |
| Egyéb               | 7             | 3             |
| Összesen            | 174           | 103           |

## Története
A település 1878-ig tartozott az Oszmán Birodalomhoz, ekkor a berlini kongresszus határozata alapján az Osztrák-Magyar Monarchia része lett. 1910-ben a Bosanska Dubica-i járásban és Johova községben fekvő településen 42 háztartást, 306 ortodox szerb és 4 katolikus lakost találtak. A monarchia szétesésével 1918-ben előbb a Szerb-Horvát-Szlovén Királyság, majd 1929-től a Jugoszláv Királyság része. 1921-ben a községnek, melynek Johován kívül Dizdarlije, Neoriči, Ševarlije és Topolovac is része volt, összesen 130 háztartása és 1080 lakosa volt. Jugoszlávia megszállása után a falu a Független Horvát Állam (NDH) része lett. 1945-től a település a szocialista Jugoszlávia része volt. A Bosznia-Hercegovinában zajló polgárháború idején a település a Boszniai Szerb Köztársaság része volt. 1995. szeptember 18-án és 19-én az Una horvát hadművelet keretében Kozarska Dubica község területét megtámadta a Horvát Köztársaság hadserege (HV). Ezt a támadást a Boszniai Szerb Köztársaság hadserege (VRS) és a helyi lakosság visszaverte. A daytoni békeszerződést követő területfelosztásnál a település, Kozarska Dubica község részeként a Szerb Köztársaság területéhez került.